# Comercio electrónico en Perú
El comercio electrónico en Perú ha experimentado un crecimiento notable en los últimos años, consolidándose como uno de los mercados de mayor expansión en América Latina. Este fenómeno se debe a diversos factores, como la creciente adopción de tecnologías digitales, cambios en los hábitos de consumo y la mejora en la infraestructura de pagos en línea.
El comercio electrónico en Perú se encuentra en una fase de expansión dinámica, impulsada por la creciente adopción digital, cambios en los hábitos de consumo y mejoras en la infraestructura de pagos en línea. Estas tendencias presentan oportunidades significativas para empresas locales e internacionales que buscan capitalizar el potencial del mercado peruano.

## Crecimiento del mercado
En 2021, las ventas en línea en Perú alcanzaron los 9.300 millones de dólares, representando un crecimiento anual del 55%. Para 2022, el comercio electrónico creció un 30%, logrando un movimiento de 12.100 millones de dólares, según el Reporte Oficial de la Industria Ecommerce en Perú 2022-2023 de la Cámara Peruana de Comercio Electrónico (CAPECE). En 2023, el sector alcanzó un movimiento de 13.000 millones de dólares, con el 50% de los peruanos (16,8 millones) realizando compras por internet.

## Características

### Perfil del consumidor en línea
- Número de compradores: En 2023, aproximadamente 15,6 millones de peruanos realizaron compras en línea.[5]
- Gasto promedio: El consumidor peruano de comercio electrónico gasta en promedio 741 dólares anuales en compras por internet.
- Frecuencia de compra: El 64% de los consumidores en línea en Perú son considerados "esporádicos", realizando un máximo de cuatro transacciones al mes.[1]
- Grupo etario: El comprador en línea típico en Perú tiene entre 25 y 34 años, representando el 43% del total de compradores.[1]

### Métodos de pago y dispositivos utilizados
- Métodos de pago: En 2023, las tarjetas de débito fueron el método de pago más utilizado (45%), seguidas por vales de efectivo (19%) y tarjetas de crédito habilitadas internacionalmente (18%).[1]
- Dispositivos de compra: El 64% del volumen de comercio electrónico en Perú proviene de compras realizadas con dispositivos móviles, mientras que el 36% restante se realiza desde computadoras.[1]

### Sectores destacados y principales tiendas en línea
- Categorías más vendidas: Los bienes industriales/B2B, música, libros, accesorios y productos para mascotas lideran las ventas en línea, según el crecimiento en ventas durante el primer trimestre de 2023 en comparación con el mismo período de 2022.[1][6]
- Principales tiendas en línea: Falabella ocupa el primer lugar, seguida de Mercado Libre, Linio, Ripley y Sodimac, según las ventas netas a través del canal digital en 2022.[1][6]

## Proyecciones futuras
Se estima que el mercado de comercio electrónico en Perú crecerá a una tasa anual compuesta (CAGR) del 35% entre 2023 y 2026, alcanzando un volumen total de 63.100 millones de dólares para 2026. Para 2024, se proyecta un crecimiento del 15%, impulsado por una mayor estabilidad económica y política, así como por eventos comerciales en línea.